# Ciwan
Ciwan ist ein kurdischer männlicher Vorname, der jung bedeutet. Ciwan ist einer der häufigsten männlichen kurdischen Vornamen und kommt auch im Namen einiger Organisationen vor.

## Bekannte Namensträger
- Ciwan Haco (* 1957), kurdischer Sänger

## Weiteres
- Komalên Ciwan, der Jugendverband der Untergrundorganisation Arbeiterpartei Kurdistans.